# Midland-Odessa FC
Maillots
Dernière mise à jour : 23 août 2013.
Le Midland-Odessa FC (anciennement Midland/Odessa Sockers), sont un club professionnel de soccer basé à Midland (Texas) aux États-Unis. Le club intègre la 4e division américaine, Premier Development League, en 2009 et évolue aujourd'hui dans la Mid South Division de la Southern Conference.

## Histoire
L'équipe rejoint la Premier Development League comme franchise d'expansion en 2009, et commence sa saison inaugurale le 10 avril 2009 avec une victoire sur les Arizona Sahuaros pour le compte d'une rencontre amicale au Grande Stadium. Les Sockers jouent ensuite leur première rencontre officielle le 2 mai face aux El Paso Patriots contre qui ils s'inclinent sur le score de 2 buts à 0.

## Stade
- Grande Communications Stadium, Midland (2009-)

## Personnalités du club

### Anciens joueurs notables
- Ben Everson
- Alonso Jiménez
- James Stevens

## Saisons

### Saisons
| Année | Division | Ligue   | Saison régulière | Playoffs           | Open Cup     |
| ----- | -------- | ------- | ---------------- | ------------------ | ------------ |
| 2009  | 4        | USL PDL | 2e, Mid South    | Finale de division | Non qualifié |
| 2010  | 4        | USL PDL | 4e, Mid South    | Non qualifié       | Non qualifié |
| 2011  | 4        | USL PDL | 5e, Mid South    | Non qualifié       | Non qualifié |
| 2012  | 4        | USL PDL | 6e, Mid South    | Non qualifié       | Non qualifié |
| 2013  | 4        | USL PDL | 4e, Mid South    | Non qualifié       | Non qualifié |
| 2014  | 4        | USL PDL | En cours         | À venir            | Non qualifié |

### Affluence moyenne
Les affluences sont calculées par la moyenne des affluences reportées par les équipes lorsqu'elles jouent à domicile.
- 2009 : 2 782 (2e de PDL)
- 2010 : 2 501 (2e de PDL)